# Le Chalard
Le Chalard is een gemeente in het Franse departement Haute-Vienne (regio Nouvelle-Aquitaine) en telt 305 inwoners (2021). De plaats maakt deel uit van het arrondissement Limoges.

## Geografie
De oppervlakte van Le Chalard bedraagt 12,3 km², de bevolkingsdichtheid is 22,4 inwoners per km².
De onderstaande kaart toont de ligging van Le Chalard met de belangrijkste infrastructuur en aangrenzende gemeenten.

## Demografie
Onderstaande figuur toont het verloop van het inwonertal (bron: INSEE-tellingen).

1. ↑  Populations de référence 2022.